# بخش گرین (شهرستان سیوتو، اوهایو)
بخش گرین (به انگلیسی: Green Township) یک منطقهٔ مسکونی در ایالات متحده آمریکا است که در شهرستان سیوتو، اوهایو واقع شده‌است.
 بخش گرین ۱۰۱٫۷ کیلومتر مربع مساحت و ۴٬۳۸۱ نفر جمعیت دارد و ۲۶۹ متر بالاتر از سطح دریا واقع شده‌است.